# Ticket to Ride
«Ticket to Ride» –en español: «Boleto para pasear»– es una canción de la banda británica de rock The Beatles, de su álbum Help! de 1965. Fue editada como sencillo el 9 de abril de 1965 en el Reino Unido y el 19 de abril de 1965 en Estados Unidos alcanzando el número uno en ambos países.
La canción habla de una chica que, al sentirse atada y deprimida viviendo con el narrador, decide alejarse de él, dejándolo triste y desolado.
La canción posee una coda con un tempo diferente. John Lennon dijo que esta sección acelerada del tema —"my baby don't care"— era una de sus «partes preferidas».

## Composición
La canción fue escrita principalmente por Lennon, aunque no se sabe con precisión cuál fue la contribución de Paul McCartney. En una de sus últimas entrevistas, Lennon habló sobre la elaboración de la canción:

«Ese soy yo, haciendo una de las primeras grabaciones de heavy metal en la historia. Me atrevo a decir que la contribución de Paul fue la manera en que Ringo tocaba la batería.»

En su biografía oficial, publicada en 1994, McCartney explicó los orígenes de la canción, afirmando que su colaboración fue más importante de lo que John había afirmado.

«Ambos escribimos la melodía juntos; lo puedes oír en el disco, John ejerciendo la melodía y yo cantando la armonía junto a él. Debido a que John fue el vocalista se le podría dar un 60% del crédito. Fue un trabajo bastante pesado, pero el resultado final fue bueno [...] John no se ha tomado la molestia de explicar cómo nos sentamos y trabajamos juntos para escribir esta canción durante un periodo de tres horas.»

«Ticket to Ride» se convirtió en el primer lado A de un sencillo de The Beatles en tener una duración superior a los tres minutos. Cuando fue publicada, la prensa musical afirmó que la canción podía ser una posible referencia al fallecimiento de un familiar cercano a la banda. Ciertamente sus inusuales patrones de batería y las letras pesimistas significaron algo fuera de lo común dentro de las canciones de The Beatles que, por lo general, eran más optimistas.

«"Ticket to Ride" significó también un poco de nuevo sonido. Es notablemente más dura para la música de ese tiempo, si buscas en las listas [de éxitos] de la época podrás notar que la música de otros artistas era muy diferente. Si la escuchas te das cuenta que el sonido no es malo; pero en ese momento era bastante deprimente. Si me das la canción, te mostraré lo que es realmente, pero puedes oírla en el disco. Es una canción demasiado pesada y la batería también suena muy pesada. Por eso me gusta.»
John Lennon

## Significado
El significado de la canción ha sido objeto de una serie de interpretaciones a lo largo de los años. Si bien aparentemente trata de una chica libre de elegir su propio camino en la vida, un par de incidentes en el pasado de The Beatles pudieron haber inspirado parte de la canción.[cita requerida]
La prima de McCartney, Bett, y su marido, Mike Robbins, eran propietarios de un pub en la ciudad de Ryde, en la costa sur de la Isla de Wight. En 1960 Lennon y McCartney fueron a visitarlos, y años más tarde, el viaje pudo haber inspirado a ambos para crear un juego de palabras entre ticket (boleto) y to Ryde (hacia Ryde).
Otra sugerencia es que el título se refiriera a las enfermedades de transmisión sexual y fuera inspirado por las prostitutas que The Beatles conocieron durante su gira por Alemania.

«Las prostitutas que trabajaban en las calles de Hamburgo debían tener una tarjeta de sanidad que era entregada por las autoridades médicas y que certificaba que no tenían ninguna enfermedad contagiosa.

Yo estaba con The Beatles cuando regresaron a Hamburgo en junio de 1966 y fue entonces cuando John me dijo que él había acuñado la frase "ticket to ride" para describir estas tarjetas. Podría haber sido una broma —situación que era peculiar en John— pero es algo que recuerdo muy bien.»
Don Short, periodista

## Grabación

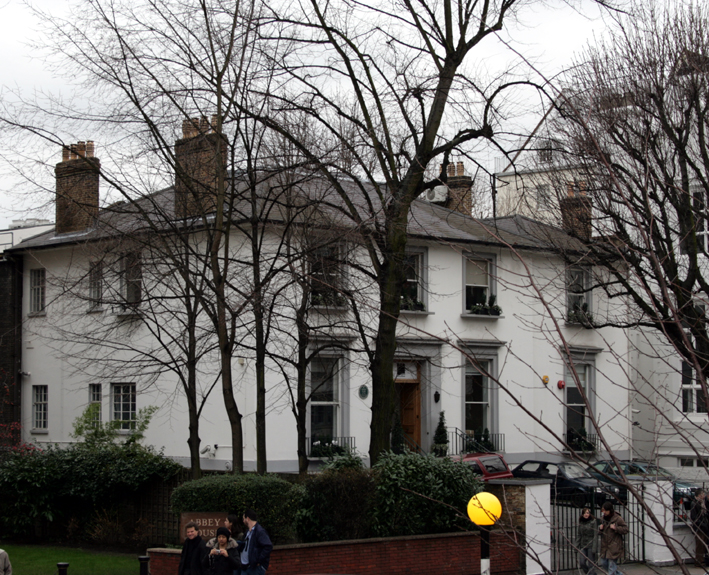
Fotografía de los Abbey Road Studios (antiguos EMI Studios), lugar donde se grabó «Ticket to Ride» en 1965.

«Ticket to Ride» fue grabada durante la tarde del 15 de febrero de 1965, en la primera sesión de grabación del álbum Help!. Aunque fue completada en sólo dos tomas, «Ticket to Ride» fue la primera canción de The Beatles en ser grabada sin un ensayo previo, considerando que las anteriores canciones de la banda eran ensayadas como una «versión en vivo». A partir de febrero de 1965 adoptaron la técnica de trabajar en dos partes diferentes, primero grababan las parte rítmica, y luego se encargaban de grabar las partes vocales.
Aunque solamente fueron necesarias dos tomas, la canción fue sometida a una serie de mezclas, revisiones y experimentos durante las tres horas de la sesión. Inicialmente fueron grabados los sonidos de la batería y el bajo en una pista de cuatro carretes de los EMI Studios, posteriormente se mezcló con la guitarra rítmica y la guitarra principal, la voz de John Lennon y, finalmente, la pandereta, los coros y las palmas.
Una versión instrumental de la canción es apenas audible en la mayoría de las reediciones en CD del álbum The Dark Side of the Moon de Pink Floyd. Es probable que sea un error de remasterizado, ya que The Beatles y Pink Floyd hacían sus grabaciones en los mismos estudios Abbey Road.

## Personal
- John Lennon: voz principal y  guitarra rítmica (Rickenbacker 325c64).
- Paul McCartney: armonía vocal,  bajo (Höfner 500/1 63') y guitarra principal (Epiphone Casino).
- George Harrison: guitarra principal (Gretsch Tennessean), guitarra líder (Rickenbacker 360/12) y rítmica (Fender Stratocaster).
- Ringo Starr: batería (Ludwig Super Classic), pandereta y palmas.

## Otras apariciones
«Ticket to Ride» fue un elemento clave para la banda sonora de la segunda película protagonizada por The Beatles, Help!. La aparición de la canción en la película consiste en The Beatles practicando esquí. El video fue filmado en Obertauern, Austria, el 20 de marzo de 1965, y es considerado como un precursor de los primeros videos musicales.
También se convirtió en parte del repertorio en directo de The Beatles, en particular en su gira The Beatles' 1965 USA Tour. La tocaron durante su última aparición en el The Ed Sullivan Show y en sus conciertos en el Shea Stadium y en el Hollywood Bowl.

## Lanzamiento
«Ticket to Ride» fue lanzada como sencillo el 9 de abril de 1965 en el Reino Unido y el 19 de abril de 1965 en Estados Unidos, con «Yes It Is» en el lado B, permaneciendo en el número uno del Billboard Hot 100 estadounidense durante una semana y colocándose en la misma posición en la lista musical británica durante tres semanas.[cita requerida] La canción también fue incluida en el álbum Help!, publicado el 6 de agosto en el Reino Unido y el 13 de agosto en Estados Unidos.[cita requerida]
En el año 2000 fue incluida en el álbum recopilatorio 1, el cual enlistaba todas las canciones de The Beatles que alcanzaron el número en las listas británicas y estadounidense. La versión monofónica de la canción puede ser encontrada en el álbum Anthology 2 y en la versión mono del álbum Help! de la caja recopilatoria The Beatles in Mono.

## Aclamación de la crítica
Richie Unterberger, de Allmusic, y el autor Ian MacDonald describen a «Ticket to Ride» como un paso importante en la evolución del estilo musical de The Beatles. Unterberger dice: «Las partes rítmicas de "Ticket to Ride" eran más duras y más pesadas de cualquier cosa que The Beatles hubiesen hecho antes, particularmente en la sección que toca Ringo Starr con esos tormentosos tartamudeos y redobles en la batería». MacDonald la describe como "psicológicamente más profunda que cualquier cosa que The Beatles hubieran grabado antes [...] extraordinaria en su tiempo, masiva con su constante guitarra eléctrica, su ritmo pesado y los retumbes del tom-tom en el piso".
En 2004 la revista Rolling Stone colocó a la canción en el puesto n.º 384 en la lista de las 500 mejores canciones de todos los tiempos.

## Posición en listas
| Año  | País           | Lista               | Posición | Semanas N.º 1 | Semanas en lista |
| ---- | -------------- | ------------------- | -------- | ------------- | ---------------- |
| 1965 | Reino Unido    | Record Retailer     | 1        | 3             | 12               |
| 1965 | Reino Unido    | New Musical Express | 1        | 5             |                  |
| 1965 | Reino Unido    | Melody Maker        | 1        | 5             | 12               |
| 1965 | Alemania       | [ 28 ]              | 2        | —             | 11               |
| 1965 | Austria        | [ 29 ]              | 8        | —             | 4                |
| 1965 | Noruega        | [ 30 ]              | 1        | 4             | 14               |
| 1965 | Irlanda        | [ 31 ]              | 1        | 4             |                  |
| 1965 | Países Bajos   | [ 31 ]              | 1        |               | 18               |
| 1965 | Estados Unidos | Billboard Hot 100   | 1        | 1             | 11               |
| 1965 | Estados Unidos | Record World        | 1        | 1             |                  |
| 1965 | Estados Unidos | Cash Box            | 1        | 1             |                  |
| 1965 | Canadá         | [ 31 ]              | 1        |               | 14               |
| 1965 | Canadá         | R.P.M. Play Sheet   | 1        | 1             |                  |
| 1965 | Australia      | [ 31 ]              | 1        | 3             |                  |